# Евангелска методистка епископална църква в България
Евангелската методистка епископална църква в България е методистка църква в България.
Тя води началото си от първите методистки мисии в България, установили се през 1857 година в Русе, Търново и Шумен. През следващите години методистки мисионери организират първия новобългарски превод на Библията и участват активно в работата на Робърт колеж. Църквата членува в организацията Обединени евангелски църкви.
Към 2019 година Църквата има над 30 църкви в:
- Софийски църковен окръг
  - София
  - Ботевград
- Плевенски църковен окръг
  - Плевен
  - Мизия
  - Войводово
  - Тръстеник
- Ловешки църковен окръг
  - Ловеч
  - Севлиево
- Великотърновски църковен окръг
  - Велико Търново
  - Лясковец
- Русенски църковен окръг
  - Русе – българска и арменска
  - Ценово
  - Хотанца
  - Свищов
- Шуменски църковен окръг
  - Шумен
- Варненски църковен окръг
  - Варна – българска, арменска и турска
  - Аксаково
  - Осеново
  - Долни чифлик
  - Старо Оряхово
  - Тръстиково
- Добрички църковен окръг
  - Добрич – българска и турска
- Ямболски църковен окръг
  - Ямбол
  - Стралджа
  - Бургас